# Гебхард I (Регенсбург)
Гебхард I (на немски: Gebhard I, † 27 март 1023) е 14. епископ на Регенсбург от 994 до 1023 г.

## Биография
Произлиза от фамилия от Андекс-Дийсен.
Император Ото III избира Гебхард I през 994 г. за епископ на Регенсбург. През 997 г. заедно с брат си Рапото той основава бенедиктанския манастир Прюл в Регенсбург.